# Gaudechart
Gaudechart és un municipi francès, situat al departament de l'Oise i a la regió dels Alts de França. L'any 2007 tenia 332 habitants.

## Demografia

### Població
El 2007 la població de fet de Gaudechart era de 332 persones. Hi havia 134 famílies de les quals 32 eren unipersonals (20 homes vivint sols i 12 dones vivint soles), 39 parelles sense fills, 55 parelles amb fills i 8 famílies monoparentals amb fills.
La població ha evolucionat segons el següent gràfic:
Habitants censats

### Habitatges
El 2007 hi havia 144 habitatges, 128 eren l'habitatge principal de la família, 9 eren segones residències i 7 estaven desocupats. 135 eren cases i 9 eren apartaments. Dels 128 habitatges principals, 108 estaven ocupats pels seus propietaris, 17 estaven llogats i ocupats pels llogaters i 3 estaven cedits a títol gratuït; 2 tenien una cambra, 9 en tenien dues, 23 en tenien tres, 30 en tenien quatre i 64 en tenien cinc o més. 112 habitatges disposaven pel capbaix d'una plaça de pàrquing. A 50 habitatges hi havia un automòbil i a 64 n'hi havia dos o més.

### Piràmide de població
La piràmide de població per edats i sexe el 2009 era:
| Homes | Edats   | Dones |
| ----- | ------- | ----- |
| 0     | 95 o +  | 0     |
| 4     | 90 a 94 | 0     |
| 0     | 85 a 89 | 4     |
| 0     | 80 a 84 | 0     |
| 4     | 75 a 79 | 8     |
| 8     | 70 a 74 | 8     |
| 4     | 65 a 69 | 4     |
| 8     | 60 a 64 | 4     |
| 4     | 55 a 59 | 4     |
| 0     | 50 a 54 | 4     |
| 12    | 45 a 49 | 8     |
| 8     | 40 a 44 | 12    |
| 24    | 35 a 39 | 8     |
| 8     | 30 a 34 | 12    |
| 8     | 25 a 29 | 8     |
| 1     | 20 a 24 | 4     |
| 12    | 15 a 19 | 20    |
| 16    | 10 a 14 | 12    |
| 4     | 5 a 9   | 8     |
| 4     | 0 a 4   | 8     |

## Economia
El 2007 la població en edat de treballar era de 217 persones, 166 eren actives i 51 eren inactives. De les 166 persones actives 154 estaven ocupades (83 homes i 71 dones) i 13 estaven aturades (5 homes i 8 dones). De les 51 persones inactives 15 estaven jubilades, 19 estaven estudiant i 17 estaven classificades com a «altres inactius».

### Ingressos
El 2009 a Gaudechart hi havia 131 unitats fiscals que integraven 343 persones, la mediana anual d'ingressos fiscals per persona era de 18.884 €.

### Activitats econòmiques
Dels 3 establiments que hi havia el 2007, 1 era d'una empresa de serveis i 2 d'empreses classificades com a «altres activitats de serveis».
L'únic servei als particulars que hi havia el 2009 era una perruqueria.
L'any 2000 a Gaudechart hi havia 4 explotacions agrícoles.

## Equipaments sanitaris i escolars
El 2009 hi havia 1 escola maternal integrada dins d'un grup escolar amb les comunes properes formant una escola dispersa i 1 escola elemental.

## Poblacions més properes
El següent diagrama mostra les poblacions més properes.